# Association of National Numbering Agencies
Die Association of National Numbering Agencies (ANNA) wurde 1992 von 22 Kennnummer-Vergabestellen gegründet und bildet den Dachverband der nationalen Kennnummer-Vergabestellen – auch National numbering agency (NNA) genannt, die von Verwahrstellen, Börsen, staatlichen Behörden, zentralen nationalen Datenanbietern und anderen Organisationen der Finanzinfrastruktur betrieben werden. ANNA fungiert darüber hinaus im Auftrag der Internationalen Normungsorganisation (ISO) als Registrierungsstelle für die ISIN- und FISN-Standards. Unter der Leitung von ANNA wurde die ISIN als zentrale Kennnummer für Wertpapiere weltweit etabliert. ISINs werden heute in über 200 Jurisdiktionen auf der ganzen Welt ausgegeben.
Die ANNA wird juristisch durch die Gesellschaft „Association of National Numbering Agencies srl“ (Company number 0446.525.840, RLE Brussels) repräsentiert. Sie tritt also in der Rechtsform einer „société à responsabilité limitée“ auf, die mit einer deutschen GmbH vergleichbar ist. Die Adresse lautet: Marnixlaan 13–17, Brussels City Center / Stephanie Square, 1000 Brussels.
Die Mitgliederliste per 14. Dezember 2024 umfasst 255 Einträge, darunter 113 NNAs mit dem Status Vollmitglied („full member“) und 9 NNAs mit dem Status Partner. Die restlichen Einträge haben den Status Andere („other“).
Zur Unterstützung von Ländern, in denen es keine NNA gibt, wurden die folgende NNAs als Substitute Numbering Agencies (SNAs) „Ersatz-Nummerierungs-Agentur“ benannt:
- CUSIP Global Services ( Vereinigte Staaten)
- WM Datenservice ( Deutschland)
- SIX Financial Information ( Schweiz)

Die Zuständigkeitsbereiche wurden geografisch unter ihnen aufgeteilt, so dass eine globale Abdeckung erreicht wird. Sobald ein Land eine NNA ernannt hat, arbeiten diese Agentur und die SNA eng zusammen, um einen reibungslosen Übergang der Nummerierungsfunktion zu gewährleisten. Die SNA eines Landes kann auch eingreifen, um die ernannte NNA bei operativen Fragen zu unterstützen.
Darüber hinaus wurde das ANNA Service Bureau (ASB) von ANNA entwickelt, eine zentrale Datendrehscheibe, die seit 2001 Wertpapierdaten aus aller Welt sammelt und anreichert. Täglich werden neue ISIN und CFI sowie Aktualisierungen bestehender Daten von den NNAs an das ASB übermittelt. Die ASB wurde von den ANNA-Partnern CUSIP Global Services und SIX Financial Information entwickelt und wird von ihnen betrieben.